# カンザス州ローレンス出身の著名人一覧
- ボブ・ドール - 政治家、1996年の大統領選挙では共和党大統領候補になった。
- アルフレッド・M・ランドン - カンザス州知事(1933年-1937年)、共和党大統領候補
- ラングストン・ヒューズ - 作家と詩人
- ジェームズ・ネイスミス - バスケットボールの考案者
- ウィルト・チェンバレン - バスケットボールの殿堂者
- キャスリーン・セベリウス - カンザス州知事、保健福祉長官
- クライド・トンボー - 天文学者、冥王星の発見者
- エリン・ブロコビッチ - カリフォルニア州の大手企業PG&Eを相手取って訴訟を起こし、3億3300万ドルの和解金を勝ち取った女性。
- Brian McClendon - Google Earthの開発者
- ロナルド・エヴァンス - アメリカ航空宇宙局の宇宙飛行士
- アラン・ムラーリー - フォード・モーター社CEO
- ロビー・スタインハート - カンザスの旧メンバー
- サラ・パレツキー - 作家
- ダニー・マニング - 元バスケットボール選手
- ジェイムズ・E・ガン - 作家
- ラリー・ブラウン - バスケットボールヘッドコーチ
- R・C・ビュフォード - バスケットボール指導者
- ウィリアム・S・バロウズ - 作家
- フランク・ハリス - 作家
- ハーク・ハーヴェイ - 俳優、映画監督
- カーク・ハインリック - バスケットボール選手
- キジ・ジョンスン - 作家
- パティ・ジェンキンス - 映画監督、脚本家
- サラ・パレツキー - 作家
- ポール・ピアース - 元バスケットボール選手
- スコット・ポラード - 元バスケットボール選手
- ポール・ラッド - 俳優
- ジム・ライアン - 陸上競技選手、政治家
- ロブ・リグル - 俳優、コメディアン
- ウェイン・シミエン - 元バスケットボール選手
- バーノン・スミス - 経済学者、ノーベル経済学賞を受賞
- ジェイソン・サダイキス - 俳優
- ジム・ソープ - 陸上競技、野球、アメリカンフットボール
- ドナルド・オースター - 歴史学者、作家
- チャールズ・ローレンス・ロビンソン - 初代カンザス州知事
- ビル・ジェームズ - スポーツライター
- ナフマン・アロンシャイン - 数学者